# Miastków Kościelny (village)
Pour les articles homonymes, voir Miastków Kościelny.
Miastków Kościelny (prononciation : [ˈmjastkuf kɔɕˈt͡ɕelnɨ]) est un village polonais de la gmina de Miastków Kościelny dans le powiat de Garwolin de la voïvodie de Mazovie dans le centre-est de la Pologne.
Il est le siège administratif de la gmina appelée gmina de Miastków Kościelny.
Il se situe à environ 14 kilomètres à l'est de Garwolin (siège du powiat) et à 67 kilomètres au sud-est de Varsovie (capitale de la Pologne).
Le village possède approximativement une population de 630 habitants en 2006.

## Histoire
De 1975 à 1998, le village appartenait administrativement à la voïvodie de Siedlce.